# Wokefishing

Le wokefishing (en français : pêche aux éveillés) est un terme inventé par la journaliste britannique Serena Smith, pour décrire une situation dans laquelle une personne se présente comme progressiste, ouverte d’esprit, antiraciste, féministe, sexo-positive, engagée contre l’homophobie, alors qu’elle ne l’est pas vraiment, voire que ces sujets ne l'intéressent pas ou qu'elle en est un opposant politique, pour draguer une autre personne,,,.
Le terme résulte de l'association des mots woke et fishing. 
En effet, les idées politiques semblent rester un critère essentiel pour envisager une relation amoureuse. Un sondage Ifop réalisé en 2017 à la demande du réseau social libertin Wyylde avait affirmé que 47 % des Français ont eu une majorité de partenaires sexuels du même bord politique qu’eux et que 85 % des personnes sondées estiment qu’ils partageaient déjà les idées de leur conjoint avant de se mettre ensemble. De plus, les trois quarts des personnes en couple se disaient du « même bord politique » que leur conjoint,,,.[pertinence contestée]
Un sondage Ifop publié le 05 avril 2022 affirme que le « wokefishing » est pratiqué en moyenne par près d’un Français  sur dix en France métropolitaine (11%) et affirme même que le wokefishing est lui aussi une pratique très genrée car la proportion de personnes reconnaissant s’être fait passer pour quelqu’un de progressiste (ex : féministe, sympathisant LGBT, antiraciste…) se montre trois fois plus forte dans la gent masculine (16%) que féminine (6%).
Des experts en rencontres amoureuses ont mis en garde dans le Daily Mail contre la tendance du wokefishing qui a connu un véritable essor pendant la pandémie de Covid-19 et ont déclaré que ce genre de relations est dès le départ «voué» à l'échec.

## Sources externes
- (fr)Les Français vont-ils voter comme leur conjoint ? sur IFOP, 19 avril 2017
- (en-US)Hannah Frishberg, Millennials care more about date’s politics than good sex: survey  sur NY Post, 20 mars 2019